# Lakeville, Minnesota
Lakeville là một thành phố nằm ở quận Dakota thuộc tiểu bang Minnesota, Hoa Kỳ. Thành phố có diện tích km2, dân số theo ước tính năm 2008 của Cục điều tra dân số Hoa Kỳ là 41.128 người. Thành phố có cự ly 23 dặm (37 km) về phía nam trung tâm Minneapolis. Tại vành đai phía nam vùng đô thị, Lakeville là một trong các thành phố tăng trưởng nhanh nhất vùng đô thị Minneapolis-St. Paul.